# Wars for Nothing
Wars for Nothing è un singolo della cantante ungherese Boggie. La canzone è stata selezionata per rappresentare l'Ungheria all'Eurovision Song Contest 2015.
Il 18 maggio la canzone supera le prime semifinali classificandosi per la finale, nella quale arriverà al ventesimo posto con 19 punti.
La canzone è un inno pacifista: il testo, infatti, mette in risalto il fatto che le vittime dei conflitti siano spesso bambini e innocenti, che tutti gli esseri umani abbiano diritto alla vita e che il fatto che si viva in pace non significa che sia giusto ignorare il dolore causato altrove dalle guerre. Il titolo stesso della canzone in inglese vuol dire Guerre per nulla.

## Classifiche
| Classifiche (2015) | Posizione massima |
| ------------------ | ----------------- |
| Austria            | 64                |
| Islanda            | 45                |
| Ungheria           | 16                |